# Церква Святих Іоакима і Анни (Слобода)
Церква Святих Іоакима і Анни — мурована церква у селі Слобода Кагарлицького району Київської області; пам'ятка архітектури національного значення (охоронний номер 929).

## Архітектура
Церкву збудовано у стилі класицизм. Церква однокупольна, однопрестольна церква. Споруда цегляна, оштукатурена, увінчана напівсферичним куполом на циліндричному барабані. Церква розташована у центральній підвищеній частині села на великому сільському майдані. Стильове вирішення фасаду характерне для пізнього класицизму. Він декорований рустом, пілястрами, нішами, горизонтальними тягами.

## Історія храму
Попередниця існуючої церкви, дерев'яний храм, була збудована, згідно візиту Канівського деканату, проведеного у 1792 році, 1751 року. Доти мешканці Слободи були приписані до міського храму Кагарлика. Ця церква згоріла десь на початку ХІХ століття. За тодішніми законами, якщо віряни не вберігали храм від пожежі, замість згорілої дерев'яної церкви вони повинні були збудувати лише цегляний храм.
Сільська громада звернулася із клопотанням про будівництво нового храму. Власник села, генерал-майор Андрій Андрійович Трощинський звернувся до Київської губернської будівничої комісії з проханням дозволити будівництво у Слободі цегляного храму за власні кошти. Він пожертував на будівництво церкви величезну суму - 30 тисяч рублів.
Будівельні роботи розпочали у 1840-х роках. При будівництві церкви було використано типовий проект храму, розробленого російським архітектором Андрієм Михайловим. План церкви за проектом - рівнокінцевий хрест з трьох сторін, західний, східний та південний кінці якого є п’ятиступінчастами східцями. На західному, південному та північному фасадах влаштовано дверні отвори, на східному фасаді таких же розмірів, як дверні отвори – ніша. Центральний барабан споруджений на чотирьох підпорних арках і парусах між ними, які опираються на розвинуті перерізи стін «гілок хреста».
Згідно із преоктом, поряд із церквою передбачалося будівництво окремо розташованої дзвіниці. Дзвіниця залишилася незавершеною (невдовзі після смерті Андрія Трощинського село було продане іншим поміщикам, які не мали коштів на добудову дзвіниці), на початку ХХ століття її довелось розібрати.
У липні 1852 року єпископ Чигиринський Аполінарій за дорученням Київського митрополита Філарета освятив новозбудований храм Святих Іоакима і Анни.
У храмі було влаштовано різний іконостас із позолотою, було написано 19 ікон. Було 2 двзони - масою 41 та 14 пудів. З 30 тисяч, пожертуваваних Андрієм Трощинським, будівництво власного храму обійшлося у 26 тисяч сріблом, а внутрішнє оздоблення, культові речі та іконостас – на суму 4 тисячі рублів.
Андрій Трощинський помер 1851 року, тож при освяченні храму був присутній вже його син Дмитро Трощинський.
1882 року кількість парафіян становила 1094 чоловіки та 1180 жінок, церква належала до 4 класу, маючи трохи більше 40 десятин землі, 1913 року - 1597 та 1665 осіб відповідно.
Є відомості про деяких настоятелів. На 1882 рік священиком був В. Іваницький., з 1908 року у храмі служив Микола Захарієвський. Ще з 1866 року псаломником (1907 року він отримав сан диякона) був Тихон Домницький. Вочевидь, він залишався настоятелем і після 1917 року.
У радянський час храм було закрито, влаштовано склад. У той час було втрачено іконостас та внутрішнє оздоблення. У 1980-ті роки храм отримав статус пам'ятки архітектури національного значення.
У 1987 році розпочалися реставраційні роботи, які закінчилися в 1990 році. На добровільні пожертвування в 2002 році поряд була побудована дзвіниця.
Храм перебуває у доброму стані, є діючим. У інтер'єрі частково збереглися розписи ХІХ століття